# Hófúvás

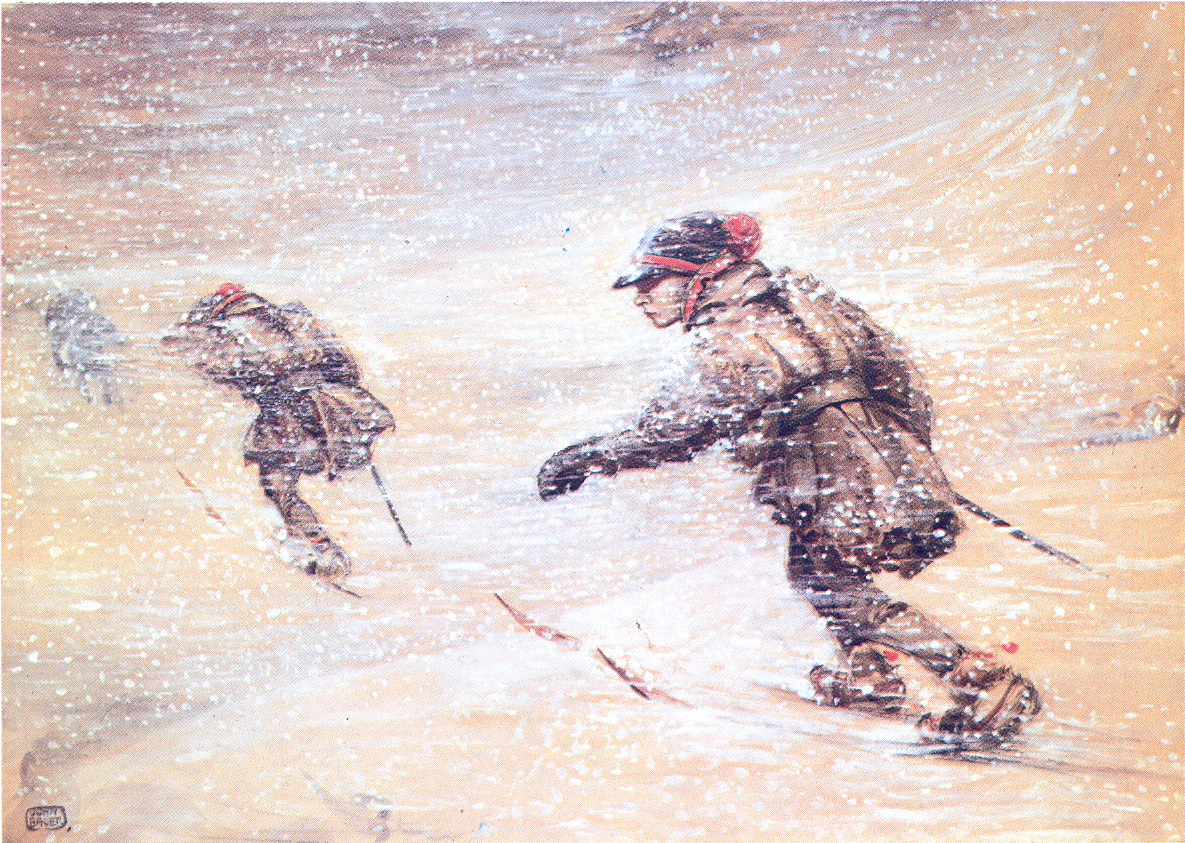
Lappok hófúvásban (John Bauer, 1906)

Hófúvásnak nevezzük azt az időjárási jelenséget, amikor a földfelszín közelében fújó szél, illetve a fel-feltámadó szélrohamok a frissen hullott, általában aprószemcsés, úgy nevezett porhót felkapják és különféle alakzatokat formálnak belőle. Ezen időjárási jelenség rendkívül rossz látási viszonyokat, illetve különösen veszélyes közlekedési helyzetet teremt az utakon. A hófúvás egyes szélsőséges esetekben hozzájárulhat bizonyos települések, vidékek időszakos elzártságához a külvilágtól.
Hófúvás már akár néhány tíz km/h szélsebességnél is létrejöhet, ám a komolyabb hófúvások kialakulásához arányaiban véve erősebb széllökésekre van szükség. A hófúvás során kialakuló formák a sivatag homokjához hasonlóan formázódnak meg a szél által. Amikor egy terület szél felőli oldalára esett havat a szél elhordja, akkor előfordulhat olyan helyzet, hogy néhány méteres távolságon belül hóval nem fedett, illetve akár méteres hótorlaszokkal is elzárt terepszakaszok alakulnak ki. A hó többnyire a széltől védett részeken rakódik le, ahol jelentős mennyiségű szilárd halmazállapotú csapadék is összegyűlhet. A hó lerakódását a rögzített, álló tereptárgyak körül kialakuló aerodinamikai hatások is elősegítik, mivel a tárgyak felülete megtöri a szél energiáját, így a tárgy által keltett turbulenciák a tárgy mögé vezetik a hókristályokat. Ez az időjárási jelenség olykor szokatlan formákat is létrehozhat a hóból.

## Hófúvásveszélyes útszakaszok
Magyarországon 1971-ben a hófúvásveszélynek kitett útszakaszok hossza 3231 km volt, amelyből évente, minden hófúvásnál akadályos 1835 km, két- háromévente hóakadályos 1135 km, illetve 4-5 évenként hófúvásveszélyes 231 km-nyi útszakasz.

### Győr-Moson-Sopron vármegye
A hófúvás okozta veszélyhelyzet Győr-Moson-Sopron vármegyében elsősorban a megye déli-délnyugati részein szokott kialakulni, főleg a 82-es főút bakonyi szakaszán, a 85-ös számú főútvonal Vitnyéd és Fertőszentmiklós közti szakaszán, a 83-as út Győr–Győrszemere közti részén, valamint a Tét–Pápa, a Csorna–Jánossomorja útszakaszokon. Ezen útszakaszok évente ki vannak téve a hófúvások kialakulásának.

### Vas vármegye
Vas vármegye úthálózatának döntő többsége észak-déli irányú, ugyanakkor az átlagos szélirány északnyugati, illetve az Alpokalja vidéke szeszélyes szélviszonyokkal rendelkezik, amelynek következtében a megyén belül gyakorlatilag bárhol lehet számítani hófúvások kialakulására.

## Hófúvás elleni védelem
Az 1960-as években 35000 hektár hófúvás elleni védelmet szolgáló erdősávot telepítettek Magyarországon. Mára ennek az erdőterületnek a kiterjedése 50%-kal csökkent, részben az erdőállomány kiöregedése, részben az úttestek kiszélesítése miatt, részben pedig az erdősávok kivágása miatt, melyeket nem követett utántelepítés. Amennyiben egy hófúvásveszélyes útszakaszon hófogó erdősávot telepítenek, akkor az ültetvény ültetését követő néhány éven belül már érezhetően csökken a hófúvások kialakulásának veszélye az adott útszakaszon. 
Egy 20 méter magas, 10 méter széles, áttört, többszintű erdősáv 
- 70%-kal 50 méteren belüli távolságig,
- 50%-kal akár több száz méteres távolságig képes csökkenteni a szélerősséget. Egy két méter magas hófogórács 30 köbméternyi havat képes felfogni folyóméterenként, ám ennek kiépítése rendkívül költséges. Ha ugyanezt a feladatot hófogó erdősáv telepítésével oldjuk meg, akkor, bár ennek jóval nagyobb a helyigénye, ugyanakkor olcsóbban úszhatjuk meg a hófúvás elleni védekezést.

A különféle erdősávok és hófogó rácsok telepítése részben a mérnökbiológia szakágához tartozik. 
Hófogó erdősávba ültethető fafajták: szibériai szil.

## Hóvédművek típusai az utak mentén
- Hófúvások ellen telepített erdősávok
- Vízszintes lécezésű léckerítés
- Függőleges lécezésű léckerítés
- Szélsebesség növelő szélterelő rács
- Acéllemez csíkok
- Kukoricaszár védmű
- Hófogó műanyagháló

Amennyiben rendkívüli időjárási helyzet alakulna ki az országban (erős, tartós havazás, illetve erős szél), és a hóeltakarítási munkálatok kevésnek bizonyulnak, akkor az utak takarítását és a forgalom biztosítását csak élet- és vagyonvédelemre szabad alkalmazni. 

## Az Országos Meteorológiai Szolgálat vészjelzései hófúvásra vonatkozóan
A hófúvásra vonatkozóan (hasonlóan a többi időjárási vészhelyzetre) az Országos Meteorológiai Szolgálat három veszélyességi szintet állapított meg:
- 1 Elsőfokú vészjelzés, melynek színkódja a sárga szín. Ebben az esetben a friss hóval borított területeken az erősebb széllökések kisebb méretű hófúvást okoznak, amelyekből alacsony hótorlaszok keletkezhetnek.
- 2 Másodfokú vészjelzés, melynek színkódja a narancs szín. Ebben az esetben a friss hóval fedett területeken a viharos széllökések elérhetik a 60 km/h szélsebességet, amely magas (50 cm-nél magasabb) hótorlaszok kialakulásához vezethet.
- 3 Harmadfokú vészjelzés, melynek színkódja a piros szín. Ebben az esetben a friss hóval fedett területeken a 72 km/h szélsebességet elérő szélerősség magas hótorlaszokat emelhet, melyek magasabbak mint 50 centiméter.

A hófúvások kialakulásának esélyeit egy angol rövidítés, az úgy nevezett BSI, azaz a Blowing Snow Index, magyarul „Hófúvási index” mutatja meg. Magyarországon elsősorban az ország nyugati részén magas a BSI mutatószám.

## Képgaléria

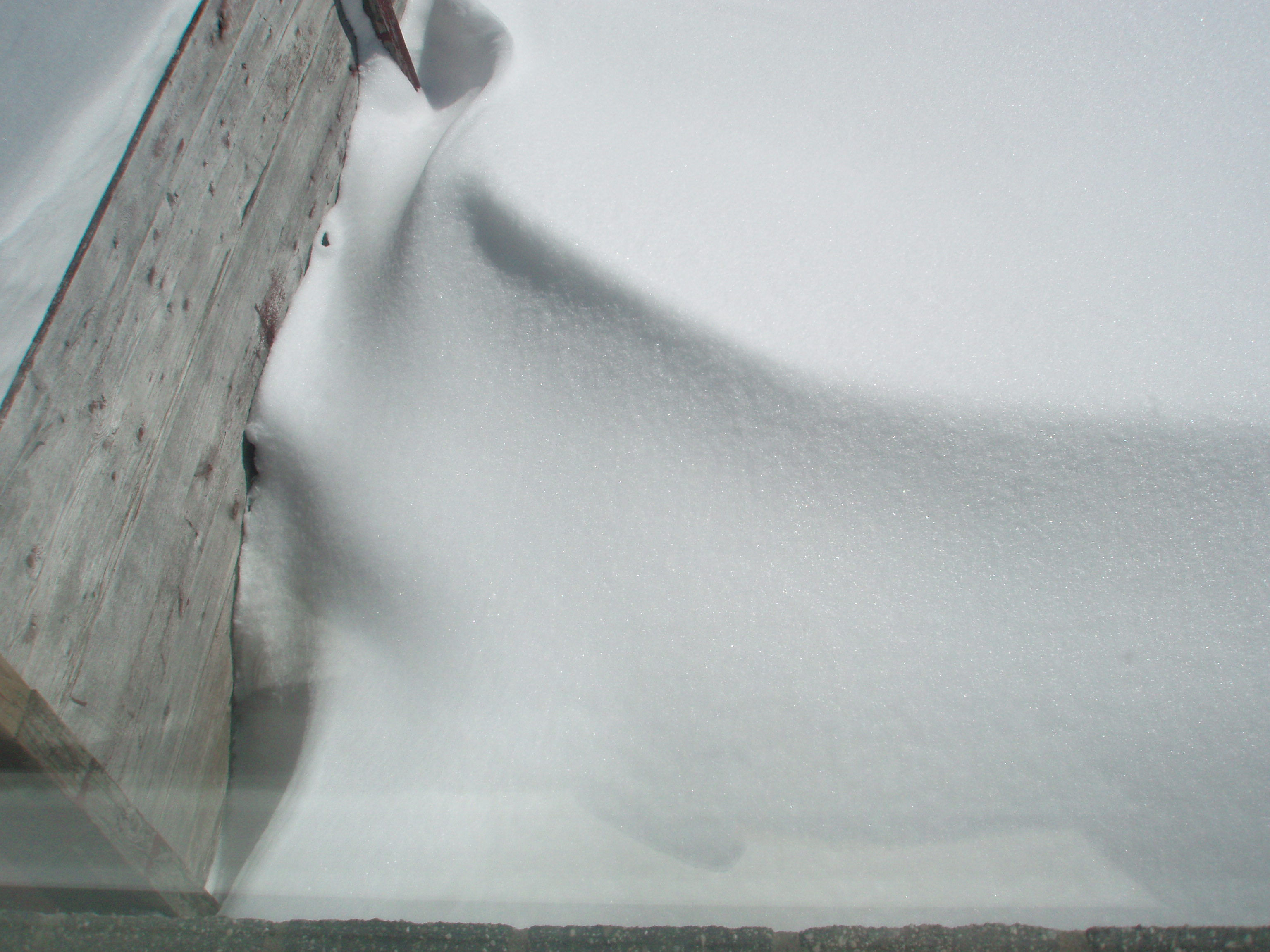
Hófúvás által képződött hókupacok
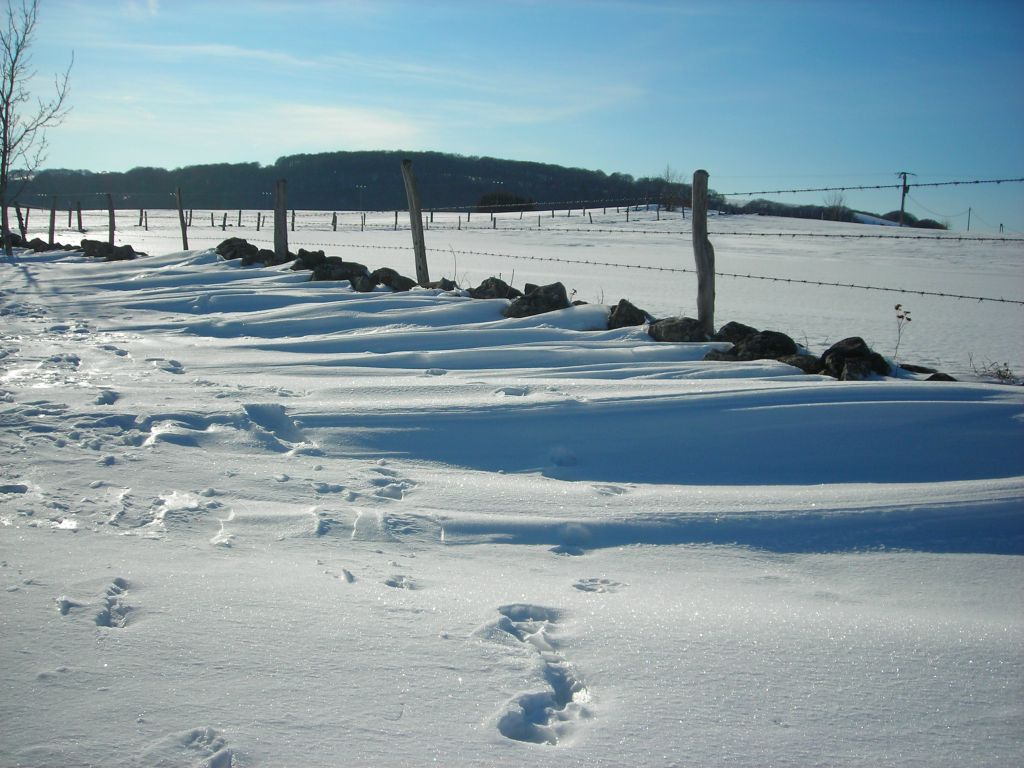
Hófúvás nyomai
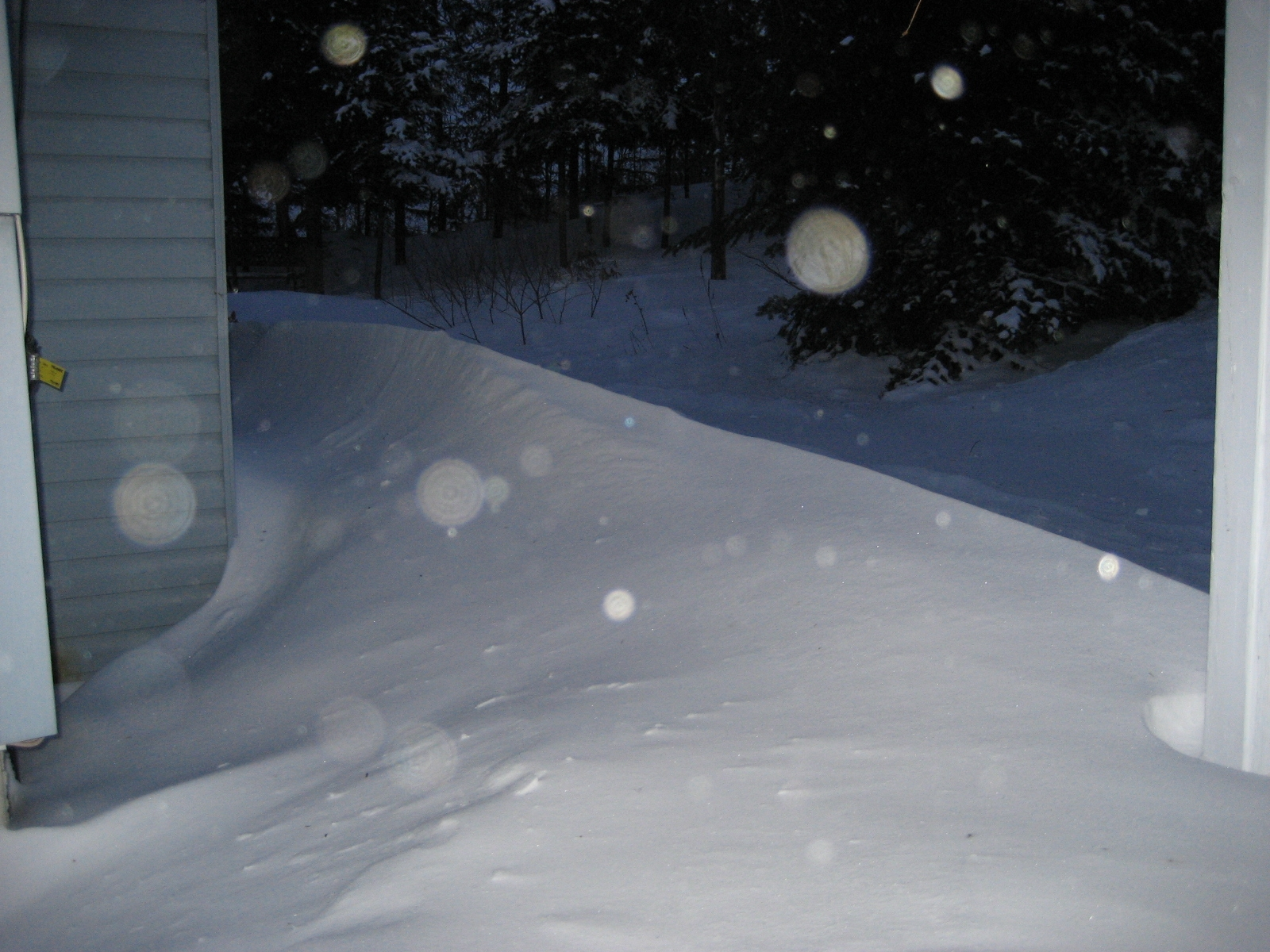
Hófúvás
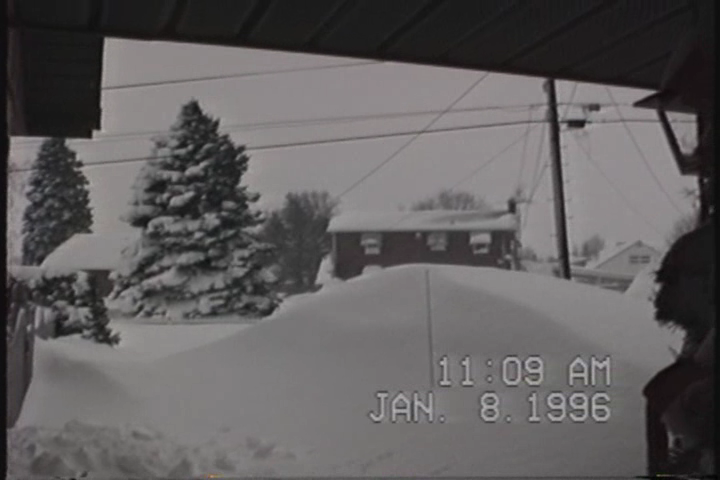
Az 1996-os readingi hóvihar nyomai
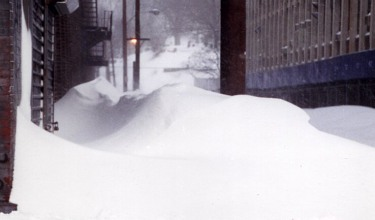
Hófúvás nyomai egy amerikai településen